# Iohan Quirijn van Regteren Altena
Iohan Quirijn van Regteren Altena, auch Johan Quirijn van Regteren Altena (geboren am 16. Mai 1899 in Amsterdam; gestorben am 18. Oktober 1980 ebenda), war ein niederländischer Kunsthistoriker und Kunstsammler.

## Leben
Van Regteren Altena war ein Sohn von Lucas van Regteren Altena (1865–1934) und dessen Frau Charlotte Octavia Loman (1873–1963) und hatte mehrere Geschwister. Nach seinem Studium an der Akademie für bildende Kunst in Amsterdam verbrachte er zwei Jahre in Italien, um Maler zu werden. Er traf auf seiner Reise unter anderem in Perugia den Kunsthistoriker Raimond van Marle (1888–1936) und in Rom Godefridus Johannes Hoogewerff (1884–1963) und wechselte daraufhin zur Kunstgeschichte. Nachdem er in die Niederlande zurückgekehrt war, wurde er in den 1920er Jahren der Assistent von Frits Lugt, der beauftragt worden war, ein Verzeichnis niederländischer und flämischer Zeichnungen im Louvre zu erstellen.
Anschließend schrieb er sich an der Universität Utrecht ein, wo er bei Willem Vogelsang studierte und 1935 mit einer Dissertation über die Zeichnungen von Jakob de Gheyn II. promoviert wurde. Van Regteren Altena war in den Jahren von 1932 bis 1937 Kurator der städtischen Sammlung Fodor und wurde am 21. Juli 1937 Professor für Kunstgeschichte des Mittelalters und der Neuzeit, ab 25. Mai 1962 als ordentlicher Professor, an der Universität Amsterdam. Diese Position behielt er bis zu seiner Emeritierung am 1. September 1969.
Er schloss sich der Meinung von Abraham Bredius an, dass das neu entdeckte Gemälde Christus in Emmaus Jan Vermeer zuzuschreiben sei. Ein weiteres Gemälde, Christi Fußwaschung, das ebenfalls zu Vermeers Werken gezählt wird und während des Zweiten Weltkrieges neu entdeckt worden war, hielt er hingegen für eine Fälschung, die um 1942/1943 entstanden sei. Letztlich wurden beide Gemälde als Werke des Fälschers Han van Meegeren identifiziert. Von 1948 bis 1962 war er als Direktor des Kupferstichkabinetts des Rijksmuseums tätig und ordnete und vermehrte die Sammlungen. Er erwarb u. a. Zeichnungen von Rembrandt van Rijn und Peter Paul Rubens sowie weiterer niederländischer und flämischer Meister und begann eine europäische Sammlung aufbauen, in der italienische und französische Zeichnungen eingegliedert wurden. Von 1952 bis 1973 erstellte er als Kurator der Teylers Stiftung in Haarlem zwei Kataloge der Zeichnungen dieser Sammlung, die 1970 im Victoria and Albert Museum in London und 1972 im Louvre in Paris ausgestellt wurden. In den Jahren 1967 und 1968 war er als Gastprofessor an die Harvard University eingeladen.
Van Regteren Altena betätigte sich selbst als Kunstsammler und stellte eine Sammlung von Zeichnungen zusammen. Er fungierte zudem als Herausgeber der Zeitschrift Oud Holland und veröffentlichte regelmäßig seine Erkenntnisse über die Ursprünge und die Entwicklung von Rembrandts Werk. In den letzten beiden Lebensjahren widmete er sich erneut der Arbeit von Jakob de Gheyn II., wobei er durch die niederländische Organisation zur Förderung der Grundlagenforschung unterstützt wurde, um sein Hauptwerk Jacques de Gheyn. Three Generations zu vollenden, er starb jedoch vor der Veröffentlichung des Werkes, das 1983 in drei Bänden erschien.

## Familie
Van Regteren Altena war seit dem 7. September 1929 mit Augusta Louisa Wilhelmina (geborene van Roijen [Royen], * 29. September 1906; † 9. Oktober 2006) verheiratet und hatte Kinder, davon mindestens einen Sohn, den Komponisten Maarten Altena.
Zu seinen Verwandten (Geschwister seines Vaters) gehörten:
- Martinus van Regteren Altena (19. September 1866 – 10. Oktober 1908).
- Marie van Regteren Altena (28. Dezember 1868 – 6. Juli 1958).
- Johanna Quirina van Regteren Altena (11. Juni 1876 – 17. März 1954)[5]

## Schriften (Auswahl)
- mit Cornelius Müller: Der Maler Jacob Van Geel. In: Jahrbuch der Preußischen Kunstsammlungen. 52, Nr. 3, 1931, S. 182–200.
- Jacques de Gheyn. Swets & Zeitlinger, Amsterdam 1935.
- Holländische Meisterzeichnungen des 17. Jahrhunderts. Holbein-Verlag, Basel 1948.
- In memoriam Mr. N. Beets. 1878–1963. In: Oud Holland. Jahrgang 78, Nr. 3/4, 1963, S. 84–86, JSTOR:42710702.
- mit P. W. Ward-Jackson Drawings from the Teyler Museum, Haarlem. Eyre and Spottiswoode, London 1970.
- Cent dessins du Musée Teyler, Haarlem. Editions des Musées Nationaux, Paris 1972.
- Jacques de Gheyn. Three generations. 3 Bände, Nijhoff, Den Haag 1983.